# 八代市立博物館・未来の森ミュージアム
八代市立博物館・未来の森ミュージアム（やつしろしりつはくぶつかん・みらいのもりミュージアム）は、熊本県八代市に所在する市立博物館。

## 概要
1991年（平成3年）10月に開館。八代周辺より発掘された土器や江戸時代の道具類を展示し、古代から現代までの八代地方の歴史や、人々の暮らしを中心に紹介している 。
八代城（松江城）城郭模型、妙見宮祭礼神幸行列人形模型、八代焼のほか、八代城主松井家が所蔵する武具や絵画、調度品、茶道具など美術・工芸品を常設している 。
伊東豊雄建築設計事務所による設計で、くまもとアートポリスに参加し、くまもと景観賞、アーキテクチャー・オブ・ザ・イヤーなどを受賞。伊東豊雄が公共建築物に初めて携わったプロジェクトである。
ミュージアムショップ、カフェを併設する。

## 基本情報
- 開館時間 - 9:00 - 17:00（入館は16:30まで）
- 休館日 - 毎週月曜日（休日にあたるときは翌日休館）、年末年始(12/29~1/3)。
  - 臨時休館や、展示変えの際には休館となる場合もあるので、要確認。
- 入館料 - 大人310円　大学生・高校生200円　中学生・小学生無料（団体割引有・20名以上）
  - 特別展開催時 - 大人 600円　大学生・高校生 400円　中学生・小学生無料（団体割引有・20名以上）
- 無料公開日 - 5月5日（こどもの日）、11月3日（文化の日）

## 交通アクセス
- JR九州鹿児島本線八代駅からまちバス・みなバスなどに乗車し「検察庁・法務局・市博物館前」下車すぐ。
- 同新八代駅からみなバスに乗車し「検察庁・法務局・市博物館前」下車すぐ。
- 九州自動車道八代インターチェンジから6㎞。

## 周辺情報
- 八代宮
- 松浜軒
- 松井神社

## 参考資料
- 熊本日日新聞情報文化センター『熊本の博物館』熊本日日新聞社、1993年
- るるぶ社『るるぶ情報版 熊本'99』JTB、1998年、p97